# Trying to Be Cool
«Trying to Be Cool» es una canción de la banda francesa Phoenix de su quinto álbum de Bankrupt!. Fue lanzado como el segundo sencillo del álbum el 8 de julio de 2013. El remix oficial cuenta con el rapero R. Kelly. La canción se convirtió en el tercer hit de Phoenix top-ten en el Billboard Alternative Songs, después de '1901' y 'Lisztomania'.

## Video musical
El video musical del sencillo, que fue dirigido por CANADA y producido por The Creators Project, fue lanzado en YouTube el 2 de julio de 2013.

## Posicionamiento en listas
| Listas (2013)                    | Mejor posición |
| -------------------------------- | -------------- |
| US Alternative Songs (Billboard) | 10             |